# Richmond Park (Dublin)
Richmond Park (irl. Páirc Richmond) – stadion piłkarski w Dublinie, na którym swoje mecze rozgrywa zespół St Patrick’s Athletic. Do 1922 (do powstania Wolnego Państwa Irlandzkiego) z miejsca, na którym stoi obiekt, korzystała Armia Brytyjska. Jego nazwa pochodzi od znajdujących się w pobliżu baraków wojskowych zwanych Richmond Barracks.